# 张海松
张海松（1891年—1970年），湖北黄冈人，中华圣公会湘鄂教区主教。

## 生平
1891年，张海松出生于湖北武昌，毕业于美国圣公会所办的文华书院。曾任汉口、长沙、武昌等地圣公会教堂牧师，抗战期间任重庆求精中学牧师。
1948年初，张海松升任圣公会湘鄂教区主教。同时兼圣公会在武汉附属机构华中大学、文华图书馆专科学校、文华中学、圣罗以女中、希理达女中、心勉中学、同仁医院的董事长。
1951年2月，张海松领导的湘鄂教区与美国圣公会差会割断关系。1956年7月，武汉市基督教三自爱国运动委员会成立，张海主教松被选为主席。
1958年1月到9月，在武昌原华中大学圣诞堂进行了历时8个月的湖北基督教社会主义教育学习会，张海松主教被划为右派分子，下乡劳动。文化大革命期间，张海松夫妇以反革命罪被捕，1970年于狱中被折磨致死。1978年以后，受到平反。 